# Valajärvi (sjö, lat 60,68, long 23,73)
Valajärvi är en sjö i Finland. Den ligger i kommunen Tammela i landskapet Egentliga Tavastland, i den södra delen av landet, 90 km nordväst om huvudstaden Helsingfors. Valajärvi ligger 107,4 meter över havet. Arean är 51,8 hektar och strandlinjen är 4,1 kilometer lång. Sjön  ingår i Pemar å huvudavrinningsområde.   I omgivningarna runt Valajärvi växer i huvudsak blandskog. Den sträcker sig 0,9 kilometer i nord-sydlig riktning, och 1,3 kilometer i öst-västlig riktning.
I övrigt finns följande i Valajärvi:
- Härksaari (en ö)